# Свахили (језик)
Свахили или кисвахили (Kiswahili, превод: језик свахилског народа) језик је из банту групе, који се говори у источној Африци. Ово је аутохтони језик Подсахарске Африке који има највећи број говорника. Као званични језик је заступљен у четири државе, док се његови говорници налазе и у суседним државама и представља лингва франка за овај део Африке, укључујући Танзанију, Кенију, Уганду, Руанду, Бурунди, Мозамбик, и Демократску Републику Конго (ДРК). Коморски језик, који се говори на Коморским острвима се понекад сматра дијалектом свахилија, иако га друге власти сматрају засебним језиком.
Прецизан број говорника свахилског језика, било да им је то први или други језик, није познат и предмет је дебате. Разне процене су направљене и оне широко варирају, од 50 милиона до преко 100 милиона. Земље у којима је свахили службени језик су: Танзанија, Кенија, Уганда и ДРЦ. Шикомор, званични језик на Коморима који се исто тако говори на Мајоту (Shimaore), је сродан са свахилијем. Свахили је један од радних језика Афричке уније и званично је признат као лингва франка Источноафричка заједница. Јужноафричка република је легализирала учење свахилског језика у јужноафричким школама као факултативни предмет од почетка 2020. године.
Значајан део свахилског речника је изведен из арапског, што делом потиче од муслиманског становништва које говори арапски. На пример, свахилска реч за „књигу” је kitabu, што је изведена из арапске речи كتاب kitābu (из корена k-t-b „писати”). Међутим, свахилски плурални облик ове речи („књиге”) је vitabu, у складу са банту граматиком према којој је ki- реанализовано као номинални префикс класе, чија множина је vi-.

## Класификација
Свахили је банту језик из сабаки гране. У Гатријеовој географској класификацији, свахили је у банту зони Г, док су други сабашки језици у зони Е70, обично под именом Nyika. Локалне народне језичке теорије су обично сматрале да је свахили мешовити језик зато што садржи велики број позајмљених речи из арапског, као и због тога што је Свахилски народ историјски био муслимански. Међутим, историјски лингвисти не сматрају арапски утицај на свахили довољно значајним да би се овај језик класификовао као мешовити језик, пошто је арапски утицај ограничен на лексичке аспекте, већина који је позајмљена само након 1500. године, док су граматичка и синтаксна структура језика типичног банту типа.

## Историја језика
Археолошки трагови свахили језика сежу 1200—1300 година у прошлост. Локално црначко становништво на источноафричкој обали Индијског океана је долазило у контакт су арапским, персијским и индијским трговцима. Може се рећи да је нови језик настао када су говорници првобитног банту језика у приморју прихватили многе речи из арапског језика. Основа граматике и речника свахилија су банту, а многе речи потичу из арапског. Процењује се да је једна трећина свахили речи арапског порекла.
Поред арапског језика су такође присутни утицаји из фарсија, хиндија и португалског, а током двадесетог века много речи је прихваћено из енглеског.
Вековима је коришћено арапско писмо. Први речник и граматику је 1848. године саставио др Лудвиг Крапф у Момбаси. Од 19. века, језик је почео да се шири из приобаља у унутрашњост континента путем трговине. На конференцији одржаној у јуну 1928. године за основу свахилија је узет дијалект са Занзибара.
Свахили је једини изворни афрички језик који је радни језик Афричке уније.

## Говорници
Процене броја говорника свахили језика варирају. Као матерњи језик свахили користи између 7 и 10 милиона говорника, а као други језик око сто милиона. Број говорника расте, јер је језик распрострањен као језик споразумевања у областима где су као матерњи присутни мањи језици. Државе у којима су присутни говорници свахилија су Танзанија, Кенија, Уганда, ДР Конго, Руанда, Бурунди, Мозамбик, Замбија, Малави, Сомалија и Коморска острва.

## Званични језик
Свахили је званични језик у следећим државама:
- Танзанија: национални језик, језик државне управе и суда; примењује се широм земље, у црквама и џамијама, на радију, телевизији и у штампи.
- Кенија: иако је свахили службени језик, у администрацији се користи енглески; свахили је први језик комуникације међу људима који се сусрећу ван области где се говори само један племенски језик, али не и језик наставе у школама; језик који се користи од стране полиције и војске, у црквама, језик града, постоје само једне новине на свахилију (Taifa Leo), као и део телевизијског програма. Језик се често меша са енглеским и локалним језицима. Према Уставу Кеније из 2010. године свахили и енглески су подједнако заступљени као званични језици, док свахили има статус националног језика.[19][20]
- Уганда: иако свахили у Уганди није аутохтони језик он је од 2005. године поново добио тај статус који је имао до 1995. године. Првобитно је свахили добио статус званичног језика за време владавине Идија Амина, али је тај статус изгубио због противљења народа Баганда чији језик луганда има највећи број говорника у држави. Језик луганда ипак није постао званични језик јер су се говорници других језика у Уганди томе противили.
- Демократска Република Конго: свахили је један од четири национална језика и језик војске на истоку земље. Преовладава међу особљем у рудницима Катанга.

## Институције које промовишу свахили
Развијање и јачање институција као што су Свахили Институт за истраживања на Универзитету у Дар ес Саламу као и изучавања на другим универзитетима у Кенији и Уганди имају за циљ промоцију свахили језика.
У Танзанији постоји Национални савет за свахили (BAKITA — Baraza la Kiswahili la Taifa) основан 1967. године, у Кенији Национална асоцијација за свахили у (CHAKITA — Chama cha Kiswahili cha Taifa) основан 1998. године, а са представницима из Уганде се припрема оснивање Савета за свахили у источној Африци (BAKAMA — Baraza la Kiswahili la Afrika Mashariki).

## Карактеристике
Према структури и речнику свахили се разликује од осталих банту језика, али дели са њима више заједничког него са другим језицима из којих потиче као што су арапски, персијски и индијски језик. Учешће речи арапског порекла се процењује на 40%. Ипак, лингвисти се слажу да је утицај лексике арапског релативно нов и да већина утицаја датира из 19. века.
Свахили, као и други банту језици, користи класе именица. Традиционално у банту језицима постоје 22 класе, док их је у свахилију 16.
| класа  | семантика                   | префикс    | једнина | превод           | множина | превод |
| ------ | --------------------------- | ---------- | ------- | ---------------- | ------- | ------ |
| 1, 2   | људи                        | m-, wa-    | mtu     | особа            | watu    | особе  |
| 3, 4   | дрвеће, природа             | m-, mi-    | mti     | дрво             | miti    | дрвеће |
| 5, 6   | групе, аугментативи         | Ø/ji-, ma- | jicho   | око              | macho   | очи    |
| 7, 8   | предмети, деминутиви        | ki-, vi-   | kisu    | нож              | visu    | ножеви |
| 9, 10  | животиње, позајмице, остало | Ø/n-, Ø/n- | ndoto   | сан              | ndoto   | снови  |
| 11, 12 | распростирање               | u-, Ø/n-   | ua      | ограда, двориште | nyua    | ограде |
| 13     | апстракција                 | u-         | utoto   | детињство        | —       | —      |
| 14, 15 | локације                    | pa-        | mahali  | место            | pahali  | места  |
| 16     | радње                       | ku-        | kusoma  | читање, учење    | —       | —      |

## Ортографија
| Арапски свахили | Арапски свахили | Арапски свахили | Арапски свахили | Латински свахили        |
| Крајњи          | Средњи          | Почетни         | Изоловани       | Латински свахили        |
| --------------- | --------------- | --------------- | --------------- | ----------------------- |
| ـا‎              | ـا‎              | ا‎               | ا‎               | aa                      |
| ـب‎              | ـبـ‎             | بـ‎              | ب‎               | b p mb mp bw pw mbw mpw |
| ـت‎              | ـتـ‎             | تـ‎              | ت‎               | t nt                    |
| ـث‎              | ـثـ‎             | ثـ‎              | ث‎               | th?                     |
| ـج‎              | ـجـ‎             | جـ‎              | ج‎               | j nj ng ng' ny          |
| ـح‎              | ـحـ‎             | حـ‎              | ح‎               | h                       |
| ـخ‎              | ـخـ‎             | خـ‎              | خ‎               | kh h                    |
| ـد‎              | ـد‎              | د‎               | د‎               | d nd                    |
| ـذ‎              | ـذ‎              | ذ‎               | ذ‎               | dh?                     |
| ـر‎              | ـر‎              | ر‎               | ر‎               | r d nd                  |
| ـز‎              | ـز‎              | ز‎               | ز‎               | z nz                    |
| ـس‎              | ـسـ‎             | سـ‎              | س‎               | s                       |
| ـش‎              | ـشـ‎             | شـ‎              | ش‎               | sh ch                   |
| ـص‎              | ـصـ‎             | صـ‎              | ص‎               | s, sw                   |
| ـض‎              | ـضـ‎             | ضـ‎              | ض‎               | dhw                     |
| ـط‎              | ـطـ‎             | طـ‎              | ط‎               | t tw chw                |
| ـظ‎              | ـظـ‎             | ظـ‎              | ظ‎               | z th dh dhw             |
| ـع‎              | ـعـ‎             | عـ‎              | ع‎               | ?                       |
| ـغ‎              | ـغـ‎             | غـ‎              | غ‎               | gh g ng ng'             |
| ـف‎              | ـفـ‎             | فـ‎              | ف‎               | f fy v vy mv p          |
| ـق‎              | ـقـ‎             | قـ‎              | ق‎               | k g ng ch sh ny         |
| ـك‎              | ـكـ‎             | كـ‎              | ك‎               | k g ng ch sh ny         |
| ـل‎              | ـلـ‎             | لـ‎              | ل‎               | l                       |
| ـم‎              | ـمـ‎             | مـ‎              | م‎               | m                       |
| ـن‎              | ـنـ‎             | نـ‎              | ن‎               | n                       |
| ـه‎              | ـهـ‎             | هـ‎              | ه‎               | h                       |
| ـو‎              | ـو‎              | و‎               | و‎               | w                       |
| ـي‎              | ـيـ‎             | يـ‎              | ي‎               | y ny                    |